# Seigo Kobayashi
Seigo Kobayashi (小林 成豪 Kobayashi Seigo?), född 8 januari 1994 i Hyōgo prefektur, är en japansk fotbollsspelare.
Kobayashi började sin karriär 2016 i Vissel Kobe. Efter Vissel Kobe spelade han för Montedio Yamagata och Oita Trinita.